# シャバク人
シャバク人（シャバクじん、英語: Shabak people、アラビア語: الشبك、クルド語: شەبەک）は、イラクの民族集団のひとつで、クルド人の一部が用いる北西イラン語群のザザ・ゴラニ語シャバク語を話す人々。シャバク人たちは、タイファ (ta'ifa) と称される宗教的コミュニティを作って暮らしており、モースルの東方に35ヶ所ほどの集落がある。シャバク人の祖先は、クルド人とされる神秘主義者サフィーッディーン・イスハーク・アルダビーリーが14世紀初めに興したサファヴィー教団の信者たちであった。シャバク人の信仰上の重要文献は、ブイルーク、ないし「キタブ・アル＝マナキブ (Kitab al-Manaqib)」（「模範行為の書」の意）と称される、トルクメン語で書かれたものである。
クルド系の部族であるバジャラン人、ザンガネ人、ダウーディ人 (Dawoody) は、シャバク人の社会に統合されているが、その後もクルマンジーという北部クルド語を話し続けている。
2017年の時点で、シャバク人は、イラク政府やクルド人勢力と対立している。ほとんどのシャバク人たちは、2014年のISISによる北部イラク侵攻によって故郷の町や村から追い立てられたが、モースルの戦いでイラク政府軍、ないし、ペシュメルガによって奪還された後は、徐々に故郷に帰還しつつある。

## 人口
1925年の調査の基づく推計では、シャバク人の人口は10万人ほどと見込まれていた。また、1970年代には、1万5千人程度と推計されていた。近年の推計では、50万人から55万人程度と推定されている。

## 起源
「シャバク (Shabak)」という言葉の由来ははっきりしていない。一説には、「シャバク」はアラビア語で「撚り合わせ」を意味する「شبك」に由来し、シャバク人が数多くの異なる部族のから構成されてきたことを意味しているという。トルコのトゥンジェリの少数部族の中にはシャベカン (Shabekan) 族がおり、イラン北東部のホラーサーナクにはシャバカンル (Shabakanlu) 族がいる。
オースティン・ヘンリー・レヤードは、シャバクがイランに起源をもつクルド人の子孫であると考え、アリー・イラーヒー派と関わりがあるものと信じていた。他にも、アナトリア半島にいたトルクメン人が、チャルディラーンの戦いでイスマーイール1世が敗北した後に、強制的にモースル地域に移住させられたのがシャバク人の起源だとする説などがある。

## 強制移送と強制同化
シャバク人は、近年、強制移送と強制同化の双方を経験してきた。シャバク人の地理的分布は、1988年のアンファル作戦による大量強制移送や、1991年の難民危機によって、劇的に変化した。多数のシャバク人が、ザンガネ人やハウラミ人 (Hawrami) ともども、イラク領内のクルディスタン地域のハリール周辺に設けられた、アラビア語で「ムジャマート」と称される収容所に移された。この時期には、1,160人のシャバク人が殺害されたと推定されている。
さらに、シャバク人たちに自分たちのアイデンティティを抑圧し、アラブ人ないしクルド人というアイデンティティだけを意識するよう強いる動きが強化されていった。イラク政府は、強制同化、アラブ化、宗教弾圧を通して、シャバク人たちを脅かす圧力を強めていった。あるシャバク人は、調査者に対して「政府は、私たちのことをアラブ人だ、クルド人ではないというが、もし私たちがアラブ人なら、なぜ彼らは私たちを故郷から移送したのか」と語っている。2016年の時点で、イラク議会におけるシャバク人の代表者のひとりサリム・アル＝シャバキ (Salim al-Shabaki) は、「シャバク人はクルド同胞の一部である」と述べ、シャバク人が民族的にはクルド人であるという主張を強調している。2006年8月21日、シャバク民主党 (Shabak Democratic Party) の指導者、フナイン・カド (Hunain Qaddo) は、イラク領内の少数派をクルド化やアラブ化から保護するために、ニーナワー平野の領域に新たな州を設けることを提案した。同年12月20日、シャバク人代表10名は全員が一致して、モースルのシャバク人居住地区をクルド地方政府の管轄に編入することに反対投票をした。多くのシャバクジンの村の議員たちは、クルド当局によって、クルドへの編入を求める請願に署名することを強要されたと述べた。2011年6月30日、ニーナワーの州議会は、政府職員に6,000区画の土地を配給した。シャバク顧問委員会 (the Shabak Advisory Board) の委員長サレム・フドル・アル＝シャバキ (Salem Khudr al-Shabaki) によれば、これらの区画の大部分は恣意的にアラブ人に割り当てられたという。シャバク人の政治家フナイン・アル＝カド (Hunain al-Qaddo) は、ヒューマン・ライツ・ウォッチに対して、ペシュメルガはシャバク人コミュニティの保護を本気で考えてはおらず、クルド人保安部隊は、シャバク人を保護することよりも、彼らとその指導者たちを支配することに関心を寄せていると語っている。

## 信仰
シャバク人の大多数は自らをシーア派と自認しており、スンナ派を自認する者は少数である。しかし、それにもかかわらず、シャバク人たちが実践している信仰や儀式はイスラム教とは異なるものであり、近隣のムスリムたちとは区別される特徴をもっている。その特徴の中には、キリスト教から持ち込まれた告解や、アルコールの摂取、またヤズィーディーの聖地への巡礼を行うことなどが含まれる。他方でシャバク人たちは、ナジャフやカルバラーなどシーア派の聖地へも巡礼し、シーア派の教えの多くを実践している。実態としてのシャバク人たちの信仰は、イスラム教、キリスト教、ヤズィーディーの要素を組み込んだシンクレティズム（混合宗教）である。
シャバク人たちは、スーフィズムの要素を、彼ら独自の「神的現実」の解釈と結び付けている。シャバク人の述べるところでは、神的現実は、シャリーアとして示されるクルアーンの文章の解釈よりも進んだものとされる。シャバク人の霊的指導者は「ピルス (Pirs)」と呼ばれ、祈祷の文言や、この宗派の儀式に通じている。ピルスたちは、最高指導者バーバ (Baba) の指導の下にある。ピルスは、神的な力と一般のシャバク人たちとの間の仲介者である。こうした信仰の混合的特徴は、ヤルサーンの信仰とよく似ている。
シャバク人たちは、イスマーイール1世の詩を、神の啓示と見なしており、宗教的集会などにおいてイスマーイールの詩を暗唱する。

## 関連文献
- Ali, Salah Salim. ‘Shabak: A Curious sect in Islam’. Revue des études islamiques 60. 2 (1992): 521-528. (ISSN 0336-156X)
- Ali, Salah Salim. ‘Shabak: A Curious sect in Islam’. Hamdard Islamicus 23. 2 (April–June 2000): 73-78. (ISSN 0250-7196)